# Cheumatopsyche pallida
Cheumatopsyche pallida är en nattsländeart som först beskrevs av Banks 1920.  Cheumatopsyche pallida ingår i släktet Cheumatopsyche och familjen ryssjenattsländor. Inga underarter finns listade i Catalogue of Life.